# Martin Schützenauer
Martin Schützenauer (Vienna, 25 giugno 1962) è un ex bobbista ed ex velocista austriaco.

## Biografia

### Atletica leggera
Durante la sua attività sportiva è stato anche un velocista di buon livello nell'atletica leggera; ha infatti preso parte ai Giochi olimpici di Atlanta 1996 come componente della staffetta 4×100 m austriaca, non riuscendo il quartetto a superare le batterie del primo turno. Ha inoltre vinto sei medaglie ai campionati austriaci assoluti: cinque d'oro, delle quali quattro nei 100 m (dal 1993 al 1996) e una nella staffetta 4×100 (nel 1994), più un'altra d'argento vinta nel 1993 nei 200 m; completa il suo palmarès nazionale un ulteriore bronzo colto nei 200 m agli assoluti indoor del 1990.

### Bob
Parallelamente alla sua attività nell'atletica, Schützenauer gareggiava anche nel bob nel ruolo di frenatore per la squadra nazionale austriaca. Ha infatti partecipato a quattro edizioni dei Giochi olimpici invernali: a Albertville 1992 si classificò al decimo posto nel bob a quattro, mentre a Lillehammer 1994 fu diciassettesimo nel bob a due e sesto nel bob a quattro. Quattro anni dopo, a Nagano 1998, gareggiò unicamente nella specialità a quattro piazzandosi in nona posizione e infine a Salt Lake City 2002 ottenne la settima piazza nella gara a due e la tredicesima in quella a quattro.
Ha inoltre preso parte ad alcune edizioni dei campionati mondiali, conquistando in totale una medaglia d'argento. Nel dettaglio i suoi risultati nelle prove iridate sono stati, nel bob a due: diciottesimo a Cortina d'Ampezzo 1999; nel bob a quattro: medaglia d'argento a Winterberg 1995 con Hubert Schösser, Gerhard Redl e Thomas Schroll, sesto a Sankt Moritz 1997 e nono a Cortina d'Ampezzo 1999.
Agli europei ha invece conquistato tre medaglie nel bob a quattro, di cui due d'argento e una di bronzo.

## Palmarès

### Bob

#### Mondiali
- 1 medaglia:
  - 1 argento (bob a quattro a Winterberg 1995).

#### Europei
- 3 medaglie:
  - 2 argenti (bob a quattro a Altenberg 1995; bob a quattro a Igls 1998);
  - 1 bronzo (bob a quattro a Winterberg 1999).

#### Coppa del Mondo
- 4 podi[2] (tutti nel bob a quattro):
  - 2 secondi posti;
  - 2 terzi posti.

### Atletica leggera
| Anno | Manifestazione  | Sede    | Evento  | Risultato | Prestazione | Note  |
| ---- | --------------- | ------- | ------- | --------- | ----------- | ----- |
| 1996 | Giochi olimpici | Atlanta | 4×100 m | Batteria  | 39"80       | [ 3 ] |

#### Campionati nazionali
- 4 volte campione nazionale assoluto dei 100 m piani (1993, 1994, 1995, 1996)
- 1 volta campione nazionale assoluto della staffetta 4×100 m (1994)

1990
- Bronzo ai campionati austriaci assoluti indoor, 200 m piani - 22"12

1993
- Oro ai campionati austriaci assoluti, 100 m piani - 10"52
- Argento ai campionati austriaci assoluti, 200 m piani - 21"40

1994
- Oro ai campionati austriaci assoluti, 100 m piani - 10"62
- Oro ai campionati austriaci assoluti, 4×100 m - 41"80

1995
- Oro ai campionati austriaci assoluti, 100 m piani - 10"49

1996
- Oro ai campionati austriaci assoluti, 100 m piani - 10"66